# John Nixon (General)

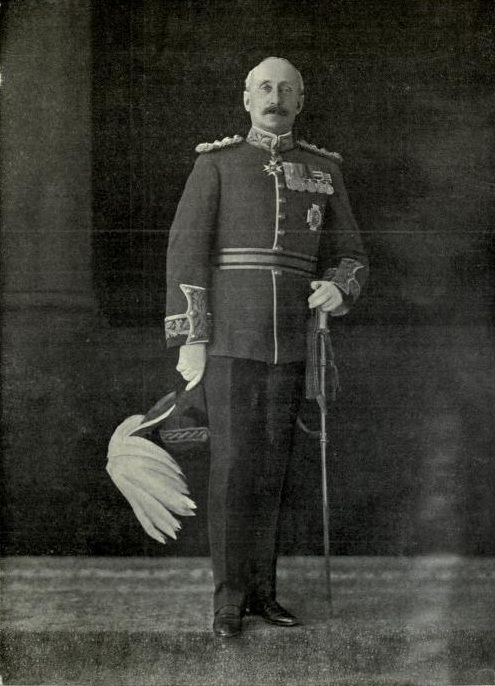
Sir John Nixon, 1915

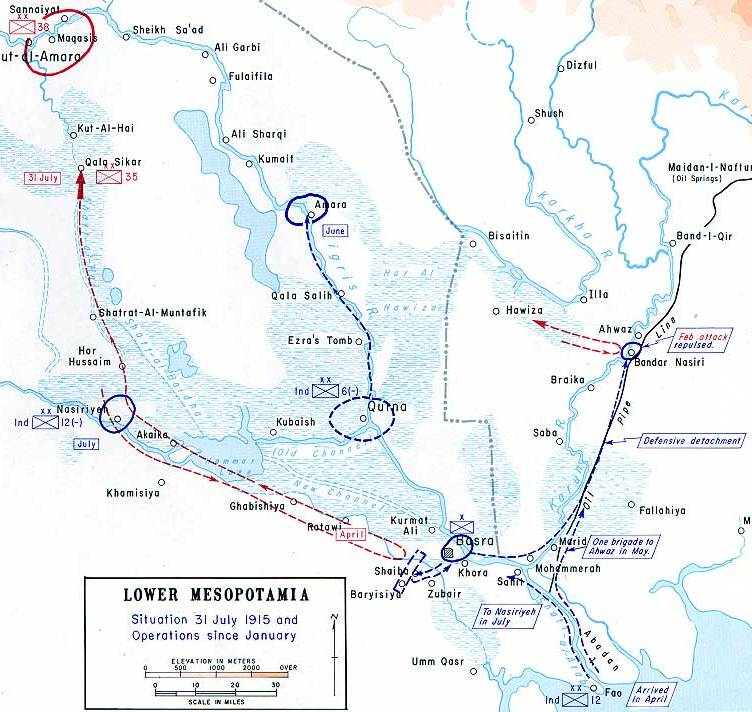
Karte des Kriegsverlaufs in Mesopotamien von Januar bis Ende Juni 1915

Sir John Eccles Nixon, GCMG, KCB (* 16. August 1857 in Brentford; † 15. Dezember 1921 in Saint-Raphaël) war ein britischer General.

## Biografie
Nixon wurde am 16. August 1857 in Brentford als Sohn eines Hauptmanns der Britischen Armee geboren und am Wellington College und der Royal Military Academy Sandhurst ausgebildet.
1875 trat er in das 75th Regiment of Foot ein und nahm am Zweiten Anglo-Afghanischen Krieg teil. Ab Ende 1901 bis zu dessen Ende kämpfte er im Zweiten Burenkrieg. Es folgte der Dienst in Britisch-Indien, wo er 1912 das Kommando über das Southern Command erhielt. 1915 wurde ihm das Northern Command übertragen.
Am 9. April übernahm er die Befehlsgewalt über alle britischen Truppen in Mesopotamien. Sein Vorgehen sollte auf die Sicherung der Ölquellen und der ostwärts führenden Pipeline sowie der Sicherung des Wilaya Basra abzielen und einen Plan für einen möglichen Vorstoß auf Bagdad ausarbeiten.
Am 3. Juni 1915 gelang dem ihm untergeordneten General Charles Vere Ferrers Townshend die Einnahme Al-Amarahs. Townsend stieß weiter vor und nahm am 29. September 1915 das über 300 Kilometer entfernte Kut ein.
Am 23. Oktober erhielt Nixon die Erlaubnis auf Bagdad vorzustoßen, allerdings nur unter der Voraussetzung, dass er es auch halten könne. Zwei indische Divisionen wurde im als Verstärkung zugesagt.
Townshend wartete deren Eintreffen nicht ab, sondern traf am 22. November in der Schlacht von Ktesiphon auf die von Feldmarschall Colmar Freiherr von der Goltz und General Nureddin Pascha geführten osmanischen Truppen. Geschlagen musste er sich auf Kut zurückziehen. Die Osmanen nahmen am 8. Dezember  die Belagerung von Kut auf und nahmen am 29. April Townshends Kapitulation entgegen.
Im Januar 1916 legte Nixon das Kommando wegen angeblich schlechter Gesundheit nieder und wurde im August vor eine Sonderkommission geladen, die sich mit den schweren Rückschlägen in Mesopotamien und der Schlacht von Gallipoli beschäftigen sollte. Sein Vorgehen wurde als zu optimistisch verurteilt und er als Hauptverantwortlicher für die Niederlage ermittelt. Weitere Konsequenzen blieben jedoch aus.
Nixon starb am 15. Dezember 1921 in Saint Raphael.

## Beförderungen
- 1888: Hauptmann
- 1895: Major
- 1904: Generalmajor
- 1909: Generalleutnant
- 1914: General